# Gottesgnadentum
Das Gottesgnadentum ist eine im spätantiken und mittelalterlichen Europa entwickelte Legitimation der Monarchie, die sich allein auf den vorgeblichen Willen oder die Gnade Gottes stützt, nicht auf die Zustimmung menschlicher Einrichtungen oder Institutionen oder gar auf die des Volkes. Der Begriff, der sich in dem lateinischen Titelzusatz Dei gratia („von Gottes Gnaden“) widerspiegelt, steht insbesondere für das absolutistische Königtum des bis an die Schwelle des 19. Jahrhunderts bestehenden Ancien Régime.

## Mittelalter

### Byzantinisches Reich
Das Konzept des Gottesgnadentums geht zurück auf die Spätantike. Im Römischen Reich war es üblich, den Kaiser als Divus („göttlich“) zu verehren. Mit der Christianisierung des Reiches, die Kaiser Konstantin der Große 313 mit der Konstantinischen Wende einleitete und Kaiser Theodosius I. 379 bis 394 vollendete, kam der Kaiserkult allmählich außer Gebrauch. Stattdessen bildete sich die Vorstellung heraus, der Kaiser stehe in einem besonderen Nahverhältnis zu Gott und garantiere dadurch die Wohlfahrt des Reiches. Bereits von Konstantin ist das Selbstverständnis überliefert, ihm habe der „himmlische Wille […] alles Irdische zur Lenkung anvertraut“ (lateinisch curae nutu suo caelesti terrena omnia moderanda commisit.) Von der besonderen Frömmigkeit des Kaisers, die seine Herrschaft legitimierte, nahm man bald an, sie vererbe sich auf seine Söhne, womit sich im Byzantinischen Reich die Vorstellung eines Gottesgnadentums mit dem dynastischen Prinzip verband.

### Karolinger und Ottonen
Die frühmittelalterlichen Könige der germanischen Nachfolgestaaten des Weströmischen Reichs gründeten ihre Herrschaftsansprüche anfangs allein auf das Geblütsrecht und das Königsheil, das vom rechtmäßigen König auf seine leiblichen Nachkommen überging. Im Frankenreich galt dies während der gesamten Herrschaft der Merowinger vom 5. bis zum 8. Jahrhundert. Als jedoch der karolingische Hausmeier Pippin der Jüngere den letzten Merowinger absetzte, um selbst König zu werden, benötigte er eine neue Herrschaftslegitimation. Er holte daher die Zustimmung des Papstes zum Dynastiewechsel ein und ließ sich im Jahre 751 in Soissons in einer sakralen Krönungszeremonie nach dem Vorbild der biblischen Herrscher Israels zum König salben. Seit dieser Salbung, einer Neuerung im Akt der Königserhebung, enthalten die fränkischen Königsurkunden die Formel Dei gratia.
Die Vorstellung von einer durch göttliche Gnade verliehenen Herrschaft fußt auf dem spätantiken christlichen Königsbild des rex iustus, des „gerechten Königs“, das auf Augustinus von Hippo (De civitate Dei) zurückgeht. Die durch Pippin begründete fränkische Tradition wurde von seinem Sohn, Karl dem Großen, fortgeführt. Insbesondere nach seiner Kaiserkrönung im Jahr 800 sah er seine Herrschaft – auf der Basis antiker und christlicher Vorstellungen – durch göttliches Recht legitimiert. Davon zeugen Titulaturen wie a deo coronatus imperator, „von Gott gekrönter Kaiser“. Karl verstand sein Reich als eine Einheit von Staat, Kirche und Religion.
Otto I. ließ 936, im Jahr seiner Thronbesteigung, die Formel Dei Gratia in das ostfränkische Königssiegel einfügen. In der um das Jahr 1000 geschaffenen Reichskrone des Heiligen Römischen Reichs verweist der alttestamentliche Sinnspruch Per me reges regnant „Durch mich regieren die Könige“ (Buch der Sprichwörter 8,15) auf das Gottesgnadentum ihrer Träger. Ausweislich der Hiskija-Bildplatte in der ottonischen Reichskrone ist das Gottesgnadentum auch oder insbesondere als ein Zeitgeschenk Gottes zu verstehen: Ecce adiciam super dies tuos XV annos – „Wohlan, ich will zu deinen Lebensjahren noch 15 Jahre hinzufügen“ (Jes 38,5 ). Auch im Krönungseid der deutschen Könige klang die Überzeugung vom Gottesgnadentum an. Er beginnt mit der Formel „Nos divina favente clementia rex Romanorum […]“ – „Wir, durch die Gunst der göttlichen Gnade König der Römer […]“. Seit Ottos Kaiserkrönung 962 und mehr noch seit seinem Enkel Otto III., der das Konzept einer Erneuerung des Imperium Romanum verfolgte, einer Renovatio imperii Romanorum, fühlten sich alle Herrscher des Reichs nicht nur durch die Gnade Gottes eingesetzt, sondern auch auf sie verpflichtet. Daraus leiteten sie den Gedanken einer sacra majestas ab, einer „heiligen Majestät“, und erhoben Anspruch, ihre Untertanen auch in geistlicher Hinsicht zu beaufsichtigen.

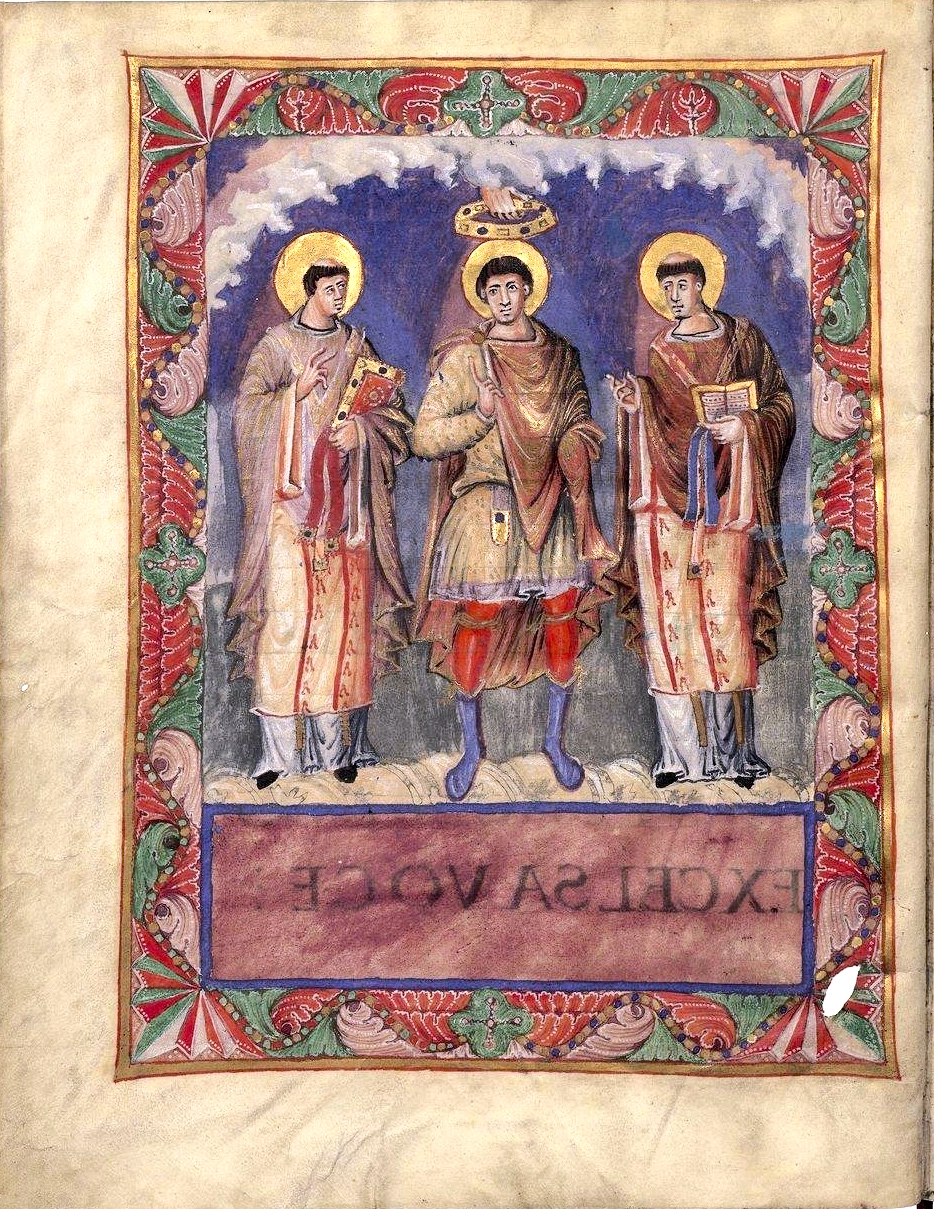
Sakramentar Karls des Kahlen, um 870: Gottes Hand hält die Krone über das Haupt Karls des Kahlen
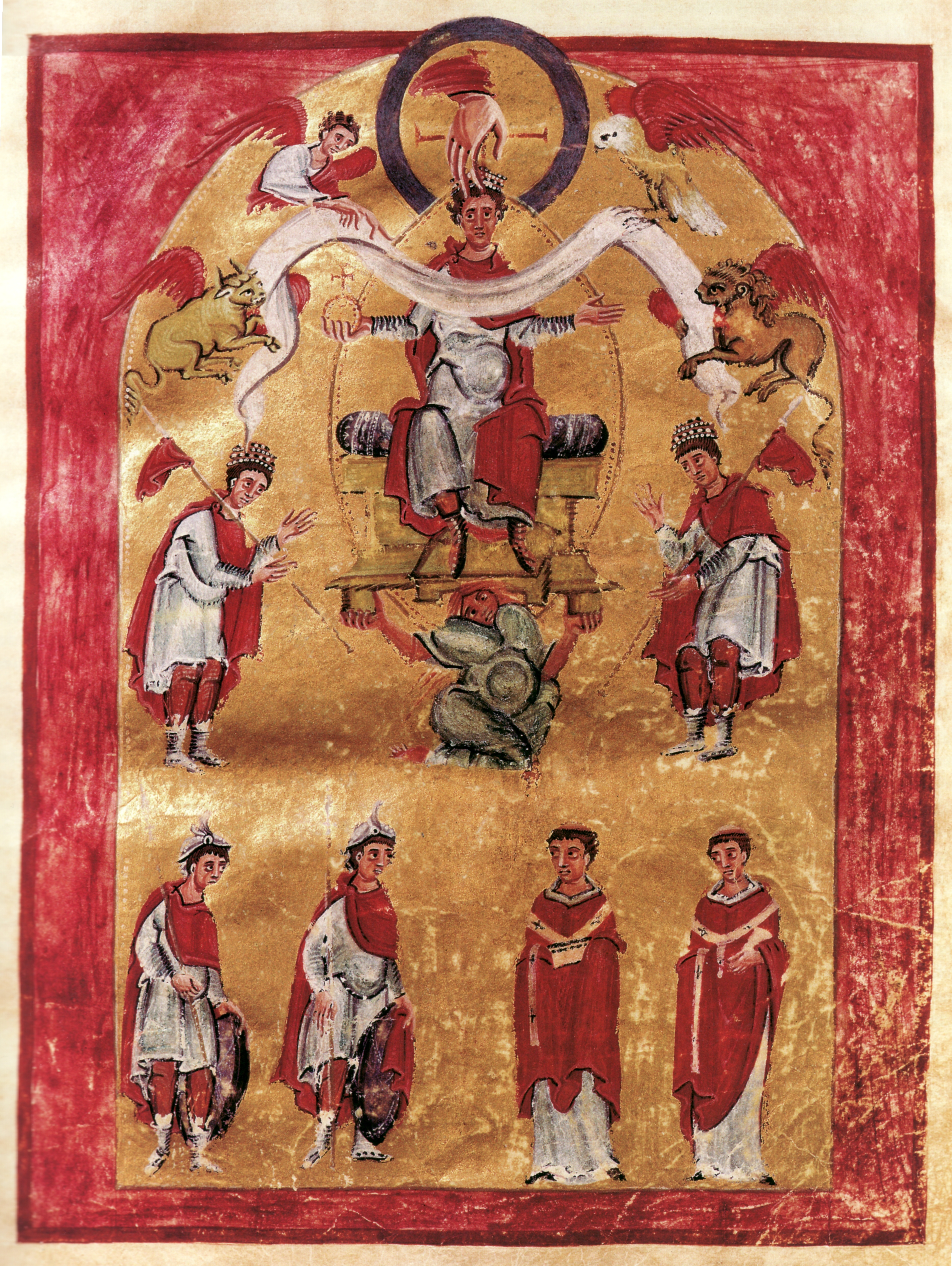
Liuthar-Evangeliar, um 1000: Darstellung des Gottesgnadentums Kaiser Ottos III.
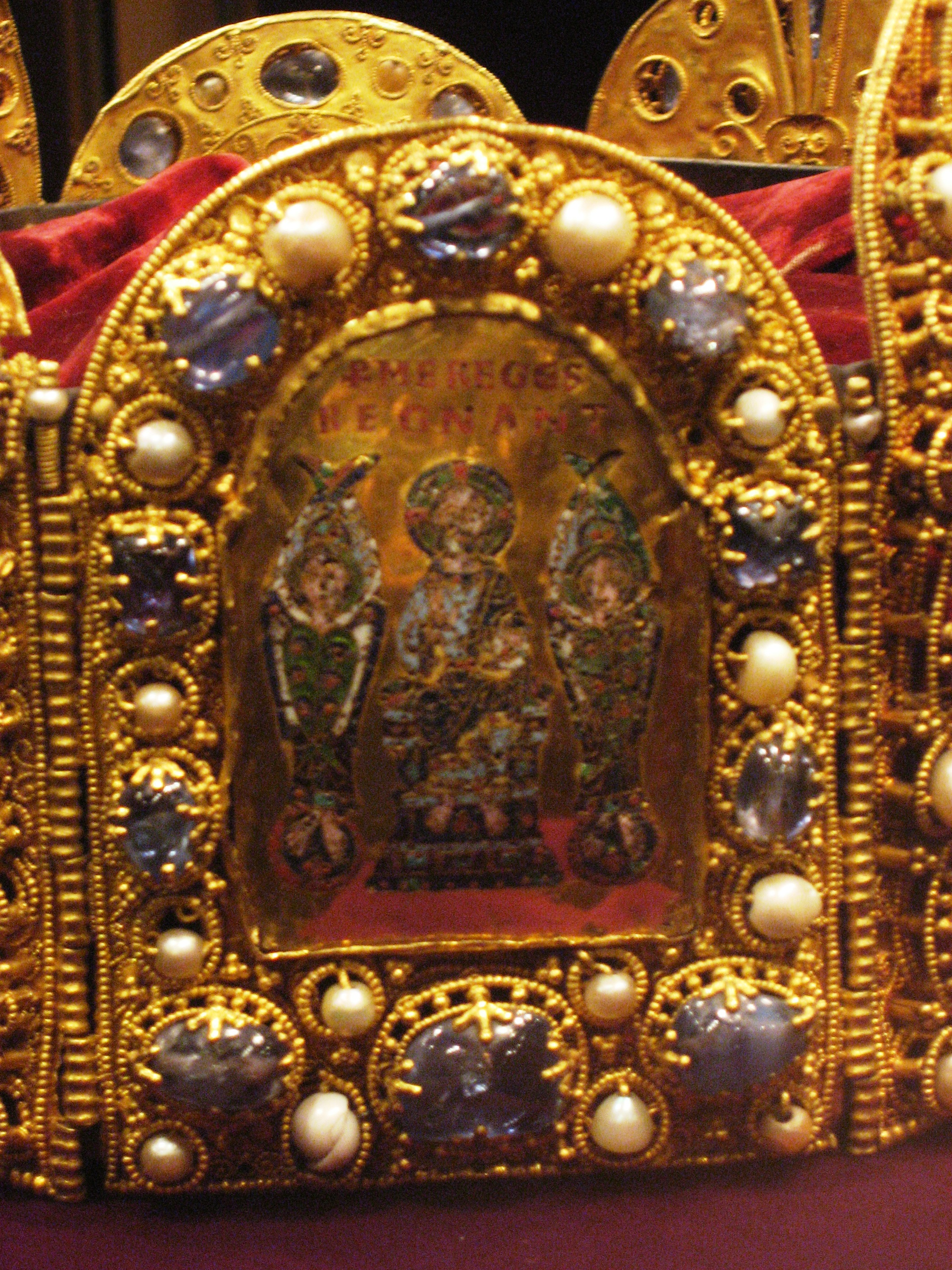
Bildplatte in der Reichskrone des Heiligen Römischen Reichs: Christus flankiert von zwei Engeln, darüber der Sinnspruch P(er) me reges regnant („Durch mich regieren die Könige“)
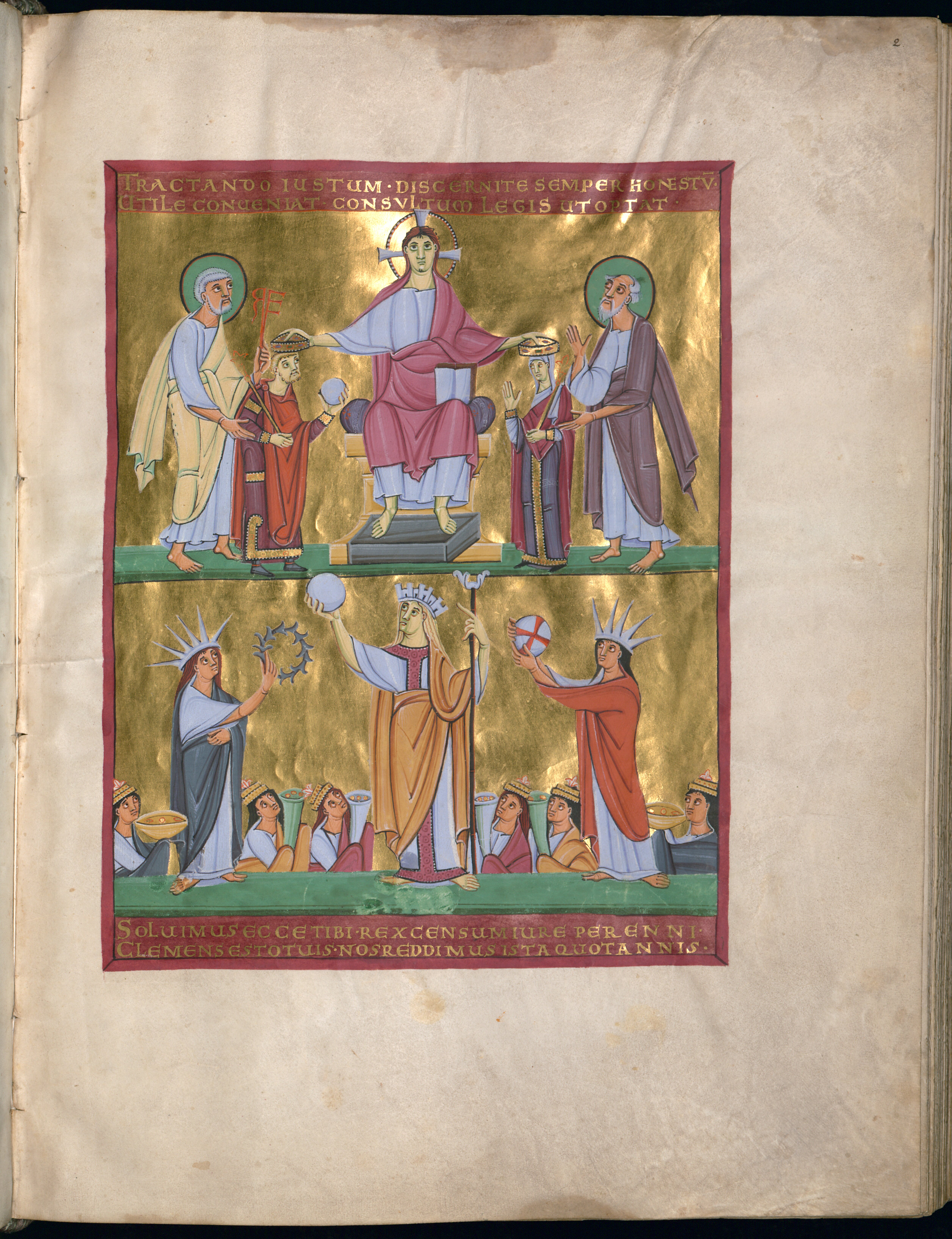
Perikopenbuch Heinrichs II.: Christus selbst verleiht Heinrich II. und seiner Gemahlin Kunigunde die Königswürde

Das christlich fundierte Legitimationskonzept des Gottesgnadentums erwies sich als überzeugender als die schon in vorchristlicher Zeit bei den Germanen nachweisbare Idee des Königsheils. Die Idee des Gottesgnadentums ließ dieses allmählich in den Hintergrund treten, auch wenn sich die paganistische Vorstellung von den besonderen Heilkräften, die die Götter dem legitimen König verliehen, nie ganz verloren. In der Vorstellungswelt der römischen Antike hatten die Kaiser zu Lebzeiten die Rolle eines Pontifex Maximus, also die Rolle eines Mittlers zwischen den Göttern und den Menschen; nach dem Tode konnten sie aufgrund des Kaiserkultes selbst zu Göttern (Divi) aufsteigen (Apotheose).

### Salier und Staufer
Salische und staufische Kaiser des Heiligen Römischen Reichs versuchten die christliche Vorstellung, dass der Herrscher von Gott über seine Untertanen eingesetzt sei, zur Begründung der Auffassung zu nutzen, dass der weltliche Herrscher gegenüber dem Papst über einen eigenständigen Herrschaftsanspruch verfüge (Zweigewaltenlehre).
Das Gottesgnadentum wird im Neuen Testament konkretisiert. Der Brief des Paulus an die Römer (Röm 13,1–7 ) erläutert die christliche Vorstellung, dass jede staatliche Gewalt von Gott verliehen und Widerstand gegen diese Gewalt ein Sakrileg sei:

„Jeder leiste den Trägern der staatlichen Gewalt den schuldigen Gehorsam. Denn es gibt keine staatliche Gewalt, die nicht von Gott stammt; jede ist von Gott eingesetzt. Wer sich daher der staatlichen Gewalt widersetzt, stellt sich gegen die Ordnung Gottes, und wer sich ihm entgegenstellt, wird dem Gericht verfallen.“

Dieser Bibelvers wurde später für die Obrigkeitslehre der lutherischen Orthodoxie zentral. Noch im 19. Jahrhundert rechtfertigte damit der konservative Rechtsphilosoph Friedrich Julius Stahl damit die Herrschaft der preußischen Könige.

## Neuzeit

### Heiliges Römisches Reich Deutscher Nation
Im Heiligen Römischen Reich Deutscher Nation wurden die römisch-deutschen Könige und Kaiser durch Wahl der Kurfürsten bestimmt; ihr Titel lautete daher seit Maximilian I. divina favente clementia electus Romanorum Imperator, semper Augustus (wörtlich: „durch die Begünstigung von Gottes Gnade erwählter Kaiser der Römer, zu allen Zeiten Mehrer des Reichs“) und in einem Nebentitel Germaniae Rex. Die Gottesgnade wirkte sich hier also nicht über Geburt und Erbrecht aus, sondern über einen Wahlausgang.
Im Deutschen Bauernkrieg erhoben sich Bauern, um bestimmte Freiheitsrechte einzufordern. In seiner 1525 verfassten Schrift Wider die Mordischen und Reuberischen Rotten der Bawren rechtfertigte Martin Luther das gewaltsame Vorgehen der Fürsten gegen die Bauern mit dem neutestamentlich im Römerbrief verbürgten Gottesgnadentum der Fürsten. Im gleichen Jahr legte Luther in der Schrift De servo arbitrio dar, dass der Mensch gegen die von der Gnade des christlichen Gottes vorgesehenen Herrschaftsverhältnisse nicht aufbegehren dürfe, denn dies widerspräche der Theologie von der Prädestination.
Der deutsche Theologe Ernst Troeltsch (1865–1923) konstruierte daraus, dass Luther schuld am später aufkommenden Absolutismus gewesen sei: Aufgrund des neutestamentlichen Gottesgnadentums sei ein christlicher Herrscher weder absetzbar noch in einer anderen Weise an der Ausübung seiner Regentschaft zu hindern. Dieses Herrschaftsverständnis war im christlich-abendländischen Europa bis in die Zeit der Französischen Revolution maßgebend. Prominente Vertreter waren etwa die Bourbonen in Frankreich, das Erzhaus Habsburg oder die russischen Zaren.

### Habsburger und Bourbonen
Unter der habsburgischen Monarchie in Deutschland wie auch im bourbonischen Frankreich wurde das Gottesgnadentum auf die willkürliche Religionssetzung für die Untertanen nach der Regel cuius regio, eius religio ausgeweitet. Dies führte zu zahlreichen Religionskriegen, um die jeweilige absolute Herrschaft der Monarchen zu festigen. Der Anspruch, dass entsprechend dem Gottesgnadentum alle Souveränität vom Monarchen ausgehe, wird prägnant zusammengefasst in dem Ludwig XIV. von Frankreich zugeschriebenen Diktum: „L’État c’est moi“ – „Der Staat bin ich“. Napoleon hingegen kombinierte das alte Gottesgnadentum mit den Errungenschaften der Französischen Revolution, indem er sich des folgenden Titels bediente: „Napoléon, par la grâce de Dieu, et par les constitutions, Empereur des Français, Roi d’Italie, Protecteur de la Confédération du Rhin“.

### England
In England rang das Parlament in einer jahrzehntelangen Entwicklung dem Königtum Befugnisse ab. Das Habeas-Corpus-Gesetz im Jahr 1679 war ein historischer Schritt hin zum Rechtsstaat. Die Glorious Revolution von 1688/89 mit der Bill of Rights machte das englische Parlament zum Träger der Staatssouveränität. Geistige Grundlagen hierzu formulierte die politische Philosophie von John Locke (Zwei Abhandlungen über die Regierung, 1689).

### Deutscher Bund und Deutsches Reich

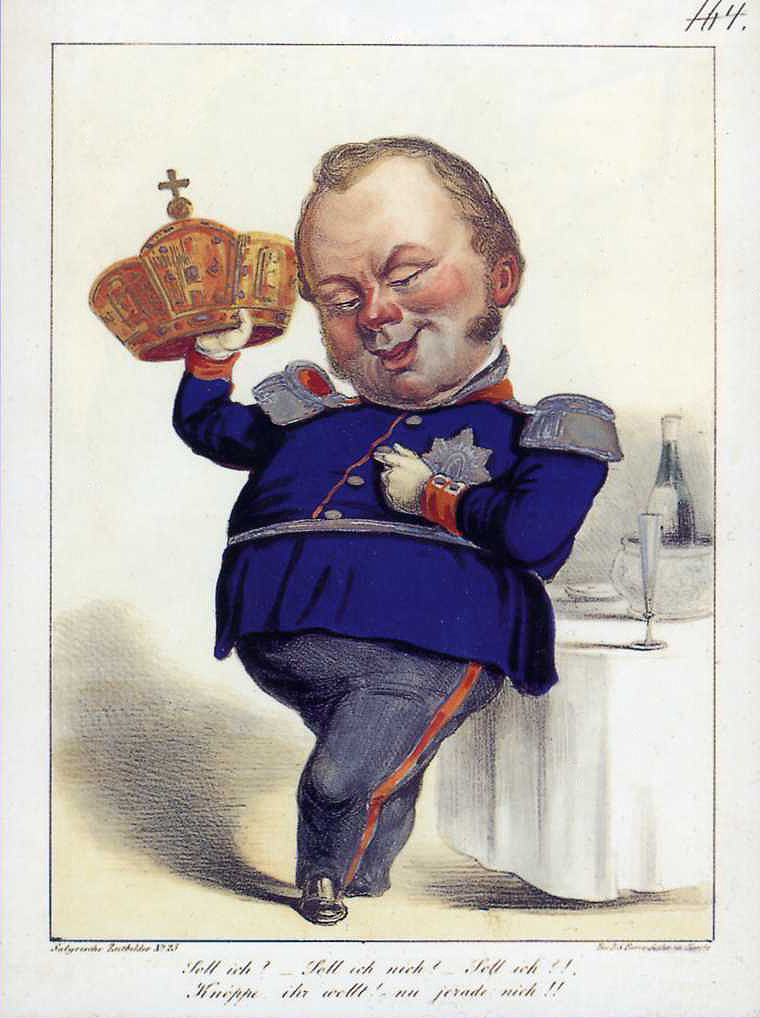
Friedrich Wilhelm IV. von Preußen lehnt die ihm von Volksvertretern angetragene, insofern mit dem Gedanken der Volkssouveränität verbundene Kaiserkrone ab (politische Karikatur von Isidor Popper, 1849).

Der Romantiker und Protestant Friedrich Wilhelm IV. von Preußen, dem die deutschen Volksvertreter mit der Paulskirchenverfassung 1849 ein deutsches Erbkaisertum antrugen, lehnte ab, weil die Rolle des Monarchen von der Idee des Gottesgnadentums bestimmt sei. Ein demokratisch legitimierter Kaiser, der über einem souveränen Volk thront – solche aufgeklärten Gedanken wies Friedrich Wilhelm zurück und trug damit zum Scheitern der bürgerlich-demokratischen und nationalen Bestrebungen der Märzrevolution in Deutschland bei. Teilweise haben die Fürsten der Zeit den Zusatz V.G.G. für „von Gottes Gnaden“ auf Umschriften ihrer Münzen ergänzt, um die Behauptung eines Gottesgnadentums zu unterstreichen. Der Wegfall des Zusatzes V.G.G. auf einem Taler des Königreichs Hannover im Revolutionsjahr 1848 führte dazu, dass dieser vom Volksmund als „Angsttaler“ bezeichnet wurde.
König Ludwig II. von Bayern griff noch in der zweiten Hälfte des 19. Jahrhunderts auf die voraufklärerische Vorstellung vom Gottesgnadentum zurück, als er im Schloss Neuschwanstein den Thronsaal nach der Form einer byzantinischen Kirche errichten ließ und anstelle eines Altars einen Thron setzen wollte, der jedoch nie fertiggestellt wurde. Allerdings muss eingeschränkt werden, dass Ludwig II. das „Königtum“ in der Symbolik Neuschwansteins (wie auch Herrenchiemsees) keineswegs als sein damaliges politisches Königtum Bayerns verstehen wollte. Vielmehr war dieser „Thronsaal“ eine literarisch-spätromantische Erfindung – als Huldigung an die Vergangenheit – wie das ganze Schloss eine „begehbare Bühne“ (Rauch) zu seiner Rückversetzung in vergangene, auch literarische Welten sein sollte. Auch den Absolutismus Frankreichs hat Ludwig II. keineswegs für seine Zeit in Anspruch zu nehmen gedacht. In seinem Schloss Herrenchiemsee wollte er die Kunst dieser Zeit und deren Auftraggeber verehren.
Das letzte deutsche Staatsoberhaupt, das sich auf das Gottesgnadentum berief, war Wilhelm II. Sein imperialer Wahlspruch lautete „Gott mit uns“.

## Gegenwart

### Als Titel in konstitutionellen Monarchien
Die Monarchen von Dänemark (protestantisch-episkopal), Liechtenstein (katholisch), Monaco (katholisch), der Niederlande (reformiert) und des Vereinigten Königreichs (anglikanisch-episkopal) führen in ihrem großen Titel bis heute den Zusatz „von Gottes Gnaden“. Eine mehr als zeremonielle Rolle spielt dieser Titel allerdings nicht mehr, da die Politik aller dieser Länder vorwiegend von gewählten Parlamenten und Regierungen bestimmt wird.
Nach Artikel 56 der spanischen Verfassung von 1978 wird der spanische König zwar einfach als Rey de España bezeichnet, doch ebenso wird ihm das Recht zugestanden, alle traditionellen Titel der Krone weiterzuführen (podrá utilizar los demás que correspondan a la Corona). So ist auch der König von Spanien ein König „von Gottes Gnaden“. Der Titel des spanischen Diktators Francisco Franco war bis zu seinem Tod „Führer Spaniens von Gottes Gnaden“.

### Bewertung
Im Zeitalter der konstitutionellen Monarchien lassen sich die Legitimation eines absoluten Herrschers und die Frage unterscheiden, wer das Staatsoberhaupt eingesetzt hat. Ein gläubiger Monarch, der seine Stellung der Erbfolge verdankt, versteht sein Amt als „von Gott“ gegeben. Diese Auffassung von Legitimität im Sinn der rechtmäßigen Erbfolge war in der Zeit der Restauration nach den napoleonischen Umwälzungen maßgeblich für die Wiedereinsetzung der alten Dynastien.
Nach Ricarda Huch ist Gottesgnadentum keine Rechtfertigung für eine absolutistische Macht „von oben nach unten“, abgeleitet etwa aus deistischen Gottesvorstellungen. Im Heiligen Römischen Reich hätten die Fürsten ihre Interpretation des Römerbriefs und des Gottesgnadentums dazu genutzt, ihre Macht gegen Kaiser, andere Stände und die Bevölkerung absolutistisch auszuweiten. Der Philosoph Nicolás Gómez Dávila sah im Gottesbezug sogar eher eine Einhegung der (theoretischen) Macht des Monarchen, da dieser gegenüber Gott (mit all seinen Geboten) persönliche Verantwortung trage, die er nicht abwälzen könne. Der dadurch an unverfügbares göttliches und natürliches Recht gebundene christliche Herrscher müsse sich nicht nur nach seinem Tod vor Gottes Gericht verantworten, sondern könne bereits zu Lebzeiten den Schutz und die Hilfe Gottes verlieren: „‚Von Gottes Gnaden‘ zu sein, schränkte die Macht des Monarchen ein; der ‚Volksvertreter‘ ist hingegen der Repräsentant des absoluten Absolutismus.“ Denn „nichts ist der Macht verboten, falls ihr Ursprung sie legitimiert, wie der Demokrat es lehrt.“